# Hentzia squamata
Hentzia squamata is een spinnensoort in de taxonomische indeling van de springspinnen (Salticidae).
Het dier behoort tot het geslacht Hentzia. De wetenschappelijke naam van de soort werd voor het eerst geldig gepubliceerd in 1930 door Alexander Petrunkevitch.